# Nikolai Iwanowitsch Turgenew

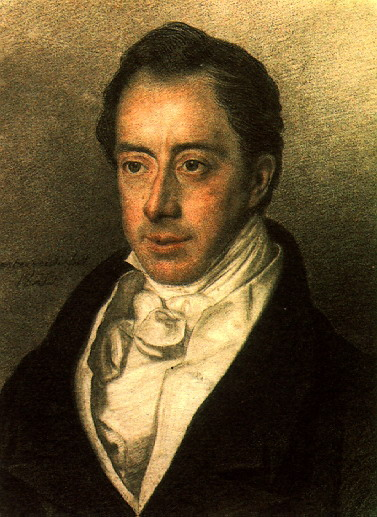
Nikolai Iwanowitsch Turgenew (J. I. Österreich, 1823)

Nikolai Iwanowitsch Turgenew (russisch Николай Иванович Тургенев; * 12. Oktoberjul. / 23. Oktober 1789greg. in Simbirsk; † 29. Oktoberjul. / 10. November 1871greg. in Bougival) war ein russischer Wirtschaftswissenschaftler, Staatsrechtler und Publizist.

## Leben
Turgenew war der Sohn des Freimaurers und späteren Direktors der Universität Moskau Iwan Petrowitsch Turgenew und hatte vier Brüder: Iwan (als Kinder gestorben), Andrei (1781–1803), Alexander (1784–1845) und Sergei (1792–1827). Nikolai Turgenew absolvierte das Moskauer Adelspensionat an der Universität Moskau. Er studierte zunächst an der Universität Moskau und dann an der Universität Göttingen Geschichte, Rechtswissenschaften, Politische Ökonomie und Finanzrecht. 1811 wurde er in Paris in eine Freimaurerloge aufgenommen. Auch später in Russland nahm er an Freimaurerlogensitzungen teil.
1812 kehrte Turgenew nach Russland zurück. Doch 1813 wurde er dem preußischen Reformer Heinrich Friedrich Karl vom und zum Stein beigeordnet, der im Auftrag des russischen und österreichischen Kaisers und des preußischen Königs Deutschland neu organisieren sollte. Die dreijährige Zusammenarbeit mit dem Reformer Stein prägten das Denken Turgenews.
1816 kehrte Turgenjew wieder nach Russland zurück und diente in der Gesetzgebungskommission, im Finanzministerium und in der Staatsratskanzlei als Staatssekretär-Assistent. Ende 1818 veröffentlichte Turgenew auf eigene Kosten ein Buch zur praktischen Steuertheorie. Darin untersuchte er die Probleme der Leibeigenschaft der Bauern und argumentierte für die völlige Handelsfreiheit und gegen hohe Schutzzölle, für niedrige Steuern für das „gemeine Volk“ und gegen die Steuerfreiheit des Adels sowie gegen Gefängnis- und Körperstrafen bei Zahlungsverzug. Nach seiner Meinung könne nur in Republiken die Bereitschaft zur Steuerzahlung erwartet werden, nicht aber in Despotien. Auf der Rückseite der Titelseite versprach er, Einnahmen aus dem Buchverkauf für die Zahlung der Steuern verschuldeter Bauern zu verwenden. 1819 wurde die zweite Auflage gedruckt, und 1825 wurde das Buch verboten mit Konfiszierung aller verfügbaren Exemplare.
Im Sommer 1818 ließ sich Turgenew auf dem Familiensitz und Landgut Turgenowo bei Ardatow im Gouvernement Simbirsk nieder, das ihm und seinen Brüdern Alexander und Sergei gehörte. Dort löste er den Frondienst der Bauern durch Abgaben ab, so dass die Bauern zwei Drittel ihres früheren Einkommens zahlten. 1819 beauftragte der St. Petersburger Generalgouverneur Michail Miloradowitsch Turgenew, eine Denkschrift über das Leibeigenschaftsrecht für den Kaiser zu erstellen. Darin zeigte Turgenew, dass die Regierung die Initiative zur Einschränkung der Leibeigenschaft ergreifen müsse, dass die Belastung der Bauern reduziert werden müsse und dass die Bauern nicht vom Land getrennt werden dürften. Die Denkschrift fand die Zustimmung des Kaisers, aber erst 1833 kam das Verbot, Menschen getrennt von ihren Familien zu verkaufen, und 1841 das Verbot, Bauern ohne das zugehörige Land zu kaufen.
1819 wurde Turgenew Mitglieder der geheimen Wohlfahrtsunion. 1819 wurde auf Vorschlag Pawel Pestels eine Veranstaltung zur Diskussion der Regierungsform Republik oder Monarchie durchgeführt, wobei nach heftiger Diskussion unter Beteiligung Turgenews für die Republik votiert wurde. Allerdings verfolgte man später eine eingeschränkte Monarchie. Wegen der Uneinigkeit über das weitere Vorgehen beschlossen etwa 20 Mitglieder der Wohlfahrtsunion, darunter Turgenew, Jakuschkin und Michael von Wiesen, 1821 in Moskau, die Wohlfahrtsunion aufzulösen und ihre Aktivitäten einzustellen, zumal diese der Regierung bekannt geworden waren. Stattdessen sollte in der neuen Gesellschaft ein Teil wie bisher philanthropische Ziele verfolgen, während der andere Teil sich die Einschränkung der Autokratie in Russland zum Ziel setzte, wobei auch auf das Militär zu setzen sei. Für das Steuersystem und das Justizwesen wurden umfangreiche Reformen geplant. Das stehende Heer und die Wehrpflicht sollten abgeschafft werden.
Im Sommer 1825 erhielt Turgenew im Ausland einen Brief des Finanzministers Georg Cancrin mit dem Angebot, Direktor des Manufakturdepartements zu werden, was er ablehnte. Im Dezember 1825 erfolgte der Dekabristenaufstand, der sofort niedergeschlagen wurde mit Verhaftung aller Sympathisanten. Im Januar 1826 befand sich Turgenew in England. Er erfuhr, dass er als Dekabrist galt, und schickte einen Brief nach St. Petersburg mit der Erklärung, dass er nur Mitglied der aufgelösten Wohlfahrtsunion gewesen sei und mit den Dekabristen nichts zu tun gehabt habe. Kurz darauf übergab ihm in London der Sekretär der russischen Botschaft die Aufforderung des Außenministers Karl Robert von Nesselrode, sich dem Obersten Gericht in St. Petersburg zu stellen. Turgenew lehnte ab unter Verweis auf sein bereits abgeschicktes Schreiben und seinen ungenügenden Gesundheitszustand, der eine solche Reise nicht zuließ. Vom englischen Außenminister George Canning wurde vergeblich Turgenews Auslieferung gefordert. Später erfuhr Turgenew, dass die russischen Botschaften in Europa seine Verhaftung einforderten und Geheimagenten ihn in England festnehmen sollten. Das Gerücht von Turgenews Auslieferung nach St. Petersburg beeinflusste ein an Wjasemski gerichtetes Gedicht Puschkins.  Das Oberste Gericht in St. Petersburg stellte fest, dass Turgenew Mitglied der Geheimgesellschaft der Dekabristen war und sich an allen ihren Aktivitäten beteiligt hatte, und verurteilte ihn in Abwesenheit zum Tode. Der Kaiser Nikolaus I. wandelte das Urteil um in Katorga-Zwangsarbeit mit Verlust des Zivilrangs und der Adelszugehörigkeit. Auf Anraten seines Bruders Alexander schrieb Turgenew 1827 einen Brief an Kaiser Nikolaus I. mit Hinweisen auf seine Unschuld. Auch ein Bekannter seines Bruders Alexander setzte sich vergeblich für ihn ein mit der Bitte, wenn das Urteil schon nicht aufgehoben werden könne, wenigstens die Botschaften in Europa anzuweisen, ihn nicht zu behelligen. So hatte Turgenew noch 1830 nicht das Recht, sich in Europa niederzulassen. 1833 heiratete er in Genf Clara Gastonowa de Rice (1814–1891). Sie lebten dann in Paris und hatten drei Kinder: Fanni (1835–1890), Albert (Alexander, 1843–1892, Künstler und Kunsthistoriker) und Pjotr (1853–1912, Bildhauer). Turgenews Bruder Alexander bemühte sich fortwährend um Turgenews Freispruch. Zur Regelung der materiellen Situation Nikolai Turgenews verkaufte Alexander das Familiengut Turgenowo an seinen Vetter Boris Petrowitsch Turgenew.
Die Pläne für Reformen, die Turgenew zusammen mit seinen Freunden aus der Wohlfahrtsunion bis 1825 entwickelt hatte, legte er schriftlich nieder und stellte sie zusammen, um sie in Form eines Buches veröffentlichen zu können. Diese Arbeiten schloss er 1842 größtenteils ab. Die Veröffentlichung stellte er zurück, um seinen Bruder Alexander nicht zu gefährden. Nach dessen Tod 1845 fügte er seinem Manuskript den Teil Pia Desideria hinzu und gab 1847 das ganze Werk in drei Bänden in den Druck mit dem Titel La Russie et les Russes. Im Mittelpunkt standen die Aufhebung der Leibeigenschaft und die Reform der staatlichen Struktur Russlands. In einer seiner politischen Broschüren erklärte er 1848, dass die sozialistischen und kommunistischen Ideen die Völker zurück in die Barbarei führen möchten.
Nach der Inthronisation Alexanders II. erhielt Turgenew seinen Zivilrang zurück und war wieder Mitglied des Adels. 1857, 1859 und 1864 besuchte er Russland. Während dieser Zeit veröffentlichte er teilweise anonym Broschüren zur Bauernbefreiung. 1862 erschien unter dem Titel Ein Blick auf den Fall Russland sein Vorschlag für eine kommunale Selbstverwaltung.